# Guanabara (revista)
Guanabara foi uma revista fundada no Rio de Janeiro em 1849 com publicação mensal que divulgada textos artísticos, científicos e literários. De caráter fictício, ela teve relevância na circulação de produções românticas, as quais estavam conquistando espaço na formação da literatura nacional.
Era organizado e patrocinado por três nomes do Romantismo no Brasil: Manuel de Araújo Porto-Alegre, Gonçalves Dias e Joaquim Manoel de Macedo e, além de impulsionar o movimento, publicavam sobre a diversidade da fauna brasileira. Devido à epidemia de cólera no estado, suas atividades foram interrompidas em 1856.